# Julián Grenier
Julián Grenier (f. 1275) fue el señor de Sidón desde 1240 hasta 1260, luego siendo el titular. Era hijo y sucesor de Balián I y Margarita de Brienne (hija del conde de Brienne, hermano mayor de Juan de Brienne). En sus tratos con los sarracenos no mostró tener la sabiduría que tuvo su padre. 
Atacó zonas adyacentes a Damasco, matando en estos menesteres a un oficial mongol. El oficial era el sobrino de Kitbuqa, general mongol de Hulagu Khan. Los mongoles se vengaron asolando el territorio de Sidón y saqueando el castillo. Pero Julián ya había abandonado la zona por mar. En respuesta, Julián vendió el condado a los caballeros templarios. Arruinado por la venta, se inscribió en esa misma orden.

## Vida privada
En 1252 se casó con Eufemia, hija de Haitón I de Armenia. Entre 1256 y 1261 mantuvo relaciones con Plasencia de Antioquía, viuda de Enrique I de Chipre, lo que enfureció al Papado. En 1263 se separó de Eufemia. También tuvo una aventura amorosa con Isabel de Ibelín, reina de Chipre; posiblemente, ese affaire motivó al papa a escribir la carta De sinu patris, que condenaba la relación.
Con Eufemia tuvo tres hijos:
- Balián II, que muere en 1277 en Batroun
- Juan, que muere en 1289 en Armenia
- Margarita, que se casa con Guido II Embriaco